# Sylwan (Livi)
Biskup Sylwan (gr. Επίσκοπος Σιλουανός, urodzony jako Francesco Livi; ur. 30 lipca 1947 r. w Pistoi) – biskup Cerkwi Prawdziwych Prawosławnych Chrześcijan Hellady, od 2004 roku biskup lunijski, egzarcha Włoch.

## Życiorys
Urodził się 30 lipca 1947 roku w Pistoi, we Włoszech, w rodzinie rzymskokatolickiej posiadającej bogatą tradycję posługi dla Kościoła Katolickiego. W 1967 roku ukończył  liceum klasyczne w Pistoi (Liceo Classico Niccolò Forteguerri Pistoia). W 1972 roku otrzymał stopień doktora filozofii na Uniwersytecie we Florencji; zaś w 1983 dyplom magistra teologii na Papieskim Uniwersytecie Gregoriańskim (łc. Pontificia Universitas Gregoriana, Universitas Gregoriana Societatis Jesu) w Rzymie; w 2001 otrzymał dyplom z teologii prawosławnej w Instytucie Saint-Serge w Paryżu. W tym samym roku otrzymał rzymskokatolickie święcenia kapłańskie. W 1984 roku w jurysdykcji Moskiewskiego Patriarchatu przyjął prawosławie a później przyłączył się do jurysdykcji Serbskiego Patriarchatu. W 1999 roku potępiając ekumenizm oddzielił się od Patriarchatu Serbskiego i przeszedł pod opiekę Synodu Oporu w Grecji. W 2004 roku został wybrany biskupem lunijskim, egzarchą prawdziwego prawosławia we Włoszech. 22 lutego 2004 roku w monasterze św. Cypriana i Justyny biskupich święceń udzielili:  metropolita Cyprian (Kucumbas) wraz z dwoma biskupami, w tej liczbie z biskupem methonu Ambrożym (Baird) Założyciel w Pistoi męskiego monasteru pw. św. Serafina z Sarowu. Zajmuje się działalnością misyjną, dobroczynną, edukacyjną i wydawniczą. Autor wielu książek z dziedziny prawosławnej teologii, wydanych w języku włoskim oraz rosyjskim.